# برنامه اسکان بشر ملل متحد
برنامه اسکان بشر ملل متحد (UN-Habitat) برنامه سازمان ملل متحد برای سکونتگاه‌های انسانی و توسعه شهری پایدار است. این برنامه که دفتر مرکزی آن در نایروبی، کنیا قرار دارد، در سال ۱۹۷۸ به‌دنبال برگزاری اولین کنفرانس سازمان ملل متحد در مورد سکونتگاه‌های انسانی و توسعه شهری پایدار که در سال ۱۹۷۶ در ونکوور، کانادا برگزار شد، تأسیس شد.